# Lido (cabaret)

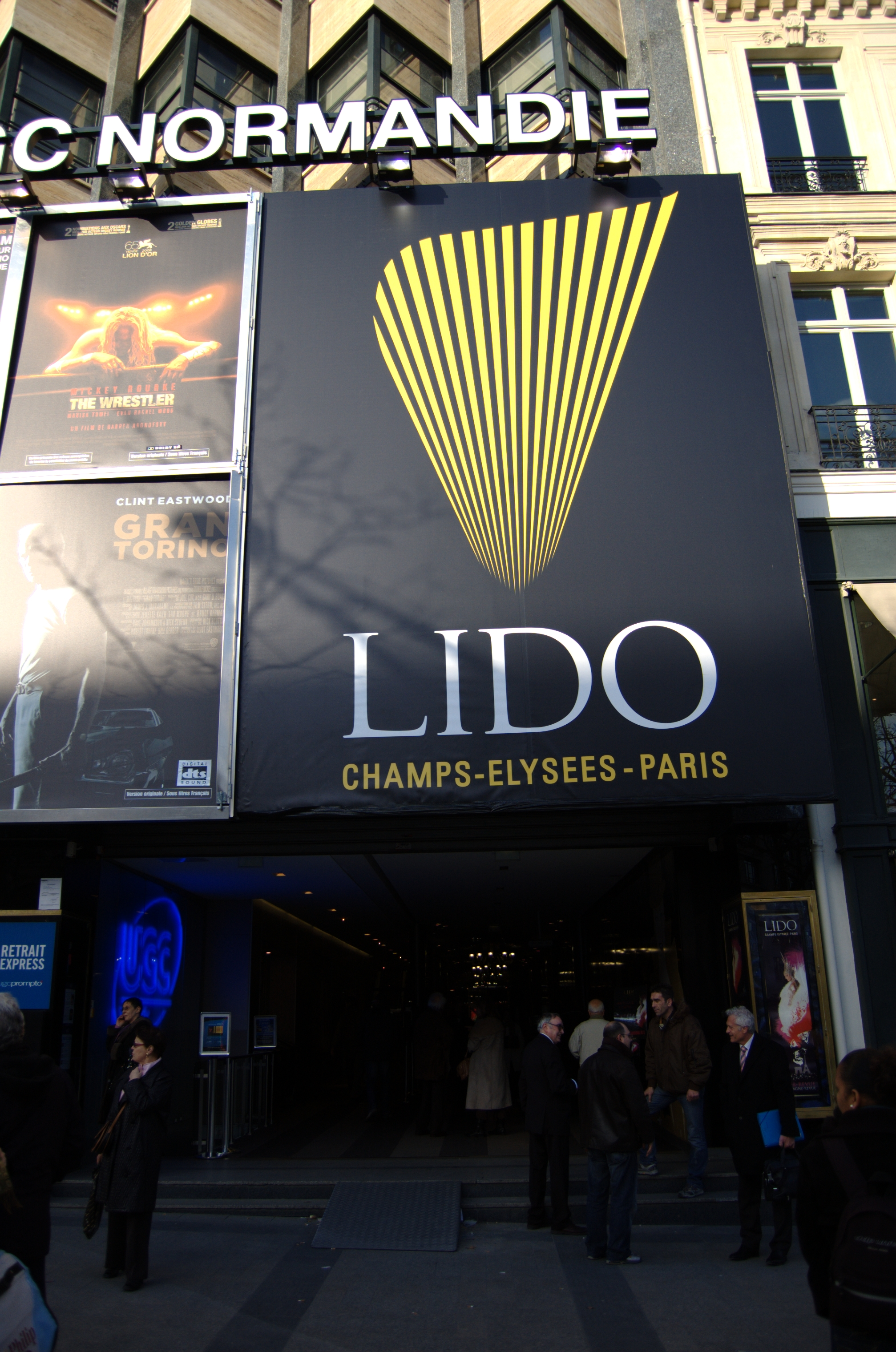
L'ingresso del Lido

Lido (o Le Lido o ancora Lido de Paris) è un cabaret e locale per spettacoli di rivista e burlesque situato sugli Champs-Élysées a Parigi, Francia. È famoso per i suoi spettacoli esotici (spesso posti in competizione con quelli di Las Vegas, in Nevada).
Fra gli artisti (attori, cantanti, entertainer) che si sono esibiti nel locale parigino — a lungo sede stabile del corpo di ballo delle Bluebell Girls fondato da Margaret Kelly Leibovici — figurano nomi come quelli di: Édith Piaf, Maurice Chevalier, Marlene Dietrich, Joséphine Baker, Gemelle Kessler, Gloria Paul, Elton John, Laurel & Hardy, Dalida, Shirley MacLaine, Noël Coward, Jacques Tati.

## Storia
Quando la seconda guerra mondiale era da poco terminata, nel 1946, i fratelli Joseph e Luigi Clerico riaprirono agli Champs-Élysées La Plage de Paris, un locale che era stato in voga durante la Belle époque e il cui arredamento era stato ispirato a quello dei locali della spiaggia del Lido di Venezia. Il locale fu completamente trasformato per farne un cabaret unico al mondo, con il nome Lido. L'inaugurazione ufficiale avvenne il 20 giugno 1946 con uno spettacolo intitolato Sans rimes ni raison.
Con la collaborazione di Pierre Louis-Guérin, Renée Fraday e Margaret Kelly Leibovici (la Miss Bluebell fondatrice del corpo di ballo delle Bluebell Girls), il Lido inventò la formula cena-spettacolo che sarà poi adottata su scala internazionale. Nel 1955 i fratelli Clérico inaugurarono il corrispettivo del Lido al casinò Stardust a Las Vegas, che ha conosciuto un successo ininterrotto fino al 1992.
Il costante successo fatto registrare fin dai suoi primi anni di vita, ha portato nel 1977 il Lido — sotto la direzione di Jean-Robert Boudre — a trasferirsi e ad ingrandirsi ulteriormente in un edificio chiamato Normandie. 1.150 posti a sedere ed una superficie di oltre 6.000 metri quadri sono le cifre che meglio definiscono l'imponenza del locale, sviluppato attorno a una sala panoramica senza travature, situata su due livelli e progettata dagli architetti italiani Giorgio Veccia Scavalli e Franco Bartoccini. Un ascensore collega al parterre dove sono disposti i trecento posti a sedere della zona pranzo, tutti posizionati in modo da poter tranquillamente assistere allo spettacolo.
Aperto tutti i giorni dell'anno, il Lido presenta spettacoli di rivista con le Bluebell Girls e i Lido Boy Dancers, oltre ad attrazioni varie. Da settembre a febbraio vi si tiene anche uno spettacolo per l'infanzia intitolato Marion et la poupée cassée.